# Апанасенко (хутор)
Апана́сенко — хутор в составе Минераловодского района (городского округа) Ставропольского края России.

## География
Расстояние до краевого центра: 111 км.
Расстояние до районного центра: 26 км.

## История
С 2004 по 2015 год хутор Апанасенко находился в составе муниципального образования Розовский сельсовет со статусом сельского поселения в Минераловодском районе Ставропольского края.

## Население
| 1989 | 2002 | 2010 | 2014 |
| ---- | ---- | ---- | ---- |
| 126  | ↗127 | ↗133 | ↘100 |

По данным переписи 2002 года, 63 % населения — русские.